# Dominik Kozma
Dominik Kozma (ur. 10 kwietnia 1991 w Dunfermline w Szkocji) – węgierski pływak, specjalizujący się głównie w stylu dowolnym.
Brązowy medalista Mistrzostw Europy 2012 na dystansie 200 m stylem dowolnym, w sztafecie 4 x 200 m stylem dowolnym oraz 4 x 100 m stylem zmiennym, mistrzostw Europy na krótkim basenie z Herning (2013) na 200 m kraulem, a także mistrz Europy juniorów 2009 na dystansie 50 m stylem dowolnym.
Uczestnik Letnich Igrzysk Olimpijskich 2008 z Pekinu w sztafecie 4 x 200 m stylem dowolnym, a także z Londynu na 200 m stylem dowolnym oraz w sztafetach 4 × 200 m stylem dowolnym i 4 x 100 m stylem zmiennym.